# Rallye Griechenland 2023
Die 67. Rallye Griechenland (offiziell EKO Acropolis Rally Greece 2023) war der 10. Lauf zur FIA-Rallye-Weltmeisterschaft 2023. Sie dauerte vom 7. bis zum 10. September 2023 und es wurden insgesamt 15 Wertungsprüfungen (WP) gefahren.

## Meldeliste
| Nr.                  | Fahrer               | Co-Pilot                   | Auto                   |
| -------------------- | -------------------- | -------------------------- | ---------------------- |
| WRC-Klasse (Rally1)  |                      |                            |                        |
| 4                    | Esapekka Lappi       | Janne Ferm                 | Hyundai i20 N Rally1   |
| 6                    | Dani Sordo           | Cándido Carrera            | Hyundai i20 N Rally1   |
| 7                    | Pierre-Louis Loubet  | Nicolas Gilsoul            | Ford Puma Rally1       |
| 8                    | Ott Tänak            | Martin Järveoja            | Ford Puma Rally1       |
| 9                    | Jourdan Serderidis   | Frédéric Miclotte          | Ford Puma Rally1       |
| 11                   | Thierry Neuville     | Martijn Wydaeghe           | Hyundai i20 N Rally1   |
| 17                   | Sébastien Ogier      | Vincent Landais            | Toyota GR Yaris Rally1 |
| 18                   | Takamoto Katsuta     | Aaron Johnston             | Toyota GR Yaris Rally1 |
| 33                   | Elfyn Evans          | Scott Martin               | Toyota GR Yaris Rally1 |
| 69                   | Kalle Rovanperä      | Jonne Halttunen            | Toyota GR Yaris Rally1 |
| WRC2-Klasse (Rally2) |                      |                            |                        |
| 20                   | Andreas Mikkelsen    | Torstein Eriksen           | Škoda Fabia RS Rally2  |
| 21                   | Yohan Rossel         | Arnaud Dunand              | Citroën C3 Rally2      |
| 22                   | Sami Pajari          | Enni Mälkönen              | Škoda Fabia RS Rally2  |
| 23                   | Oliver Solberg       | Elliott Edmondson          | Škoda Fabia RS Rally2  |
| 24                   | Gus Greensmith       | Jonas Andersson            | Škoda Fabia RS Rally2  |
| 25                   | Kajetan Kajetanowicz | Maciej Szczepaniak         | Škoda Fabia RS Rally2  |
| 26                   | FIA Nikolai Grjasin  | FIA Konstantin Aleksandrov | Škoda Fabia RS Rally2  |
| 27                   | Adrien Fourmaux      | Alexandre Coria            | Ford Fiesta Rally2     |

## Klassifikationen

### WRC-Gesamtklassement
| WRC |                   |                  |                        |          |           |                 |      |
| 1   | Kalle Rovanperä   | Jonne Halttunen  | Toyota GR Yaris Rally1 | WRC RC1  | 3:00:16.7 | 00:00.0         | 25+5 |
| 2   | Elfyn Evans       | Scott Martin     | Toyota GR Yaris Rally1 | WRC RC1  | 3:01:48.4 | 01:31.7         | 18+4 |
| 3   | Dani Sordo        | Cándido Carrera  | Hyundai i20 N Rally1   | WRC RC1  | 3:01:52.6 | 01:35.9 00:04.2 | 15+2 |
| 4   | Ott Tänak         | Martin Järveoja  | Ford Puma Rally1       | WRC RC1  | 3:04:45.1 | 04:28.4 02:52.5 | 12+3 |
| 5   | Esapekka Lappi    | Janne Ferm       | Hyundai i20 N Rally1   | WRC RC1  | 3:06:39.0 | 06:22.3 01:53.9 | 10+1 |
| 6   | Takamoto Katsuta  | Aaron Johnston   | Toyota GR Yaris Rally1 | WRC RC1  | 3:07:37.6 | 07:20.9 00:58.6 | 8    |
| 7   | Andreas Mikkelsen | Torstein Eriksen | Škoda Fabia RS Rally2  | WRC2 RC2 | 3:09:57.7 | 09:41.0 02:20.1 | 6    |
| 8   | Gus Greensmith    | Jonas Andersson  | Škoda Fabia RS Rally2  | WRC2 RC2 | 3:10:08.0 | 09:51.3 00:10.3 | 4    |
| 9   | Yohan Rossel      | Arnaud Dunand    | Citroën C3 Rally2      | WRC2 RC2 | 3:11:23.7 | 11:07.0 01:15.7 | 2    |
| 10  | Sébastien Ogier   | Vincent Landais  | Toyota GR Yaris Rally1 | WRC RC1  | 3:12:00.1 | 11:43.4 00:36.4 | 1    |

Insgesamt wurden 52 von 69 gemeldeten Fahrzeugen klassiert.

### WRC2
| Rang  | Fahrer            | Co-Pilot         | Auto                  | Zeit      | Rückstand Sieger Rückstand V | Punkte + Power Stage |
| ----- | ----------------- | ---------------- | --------------------- | --------- | ---------------------------- | -------------------- |
| 1 (7) | Andreas Mikkelsen | Torstein Eriksen | Škoda Fabia RS Rally2 | 3:09:57.7 | 0:00.0                       | 25                   |
| 2 (8) | Gus Greensmith    | Jonas Andersson  | Škoda Fabia RS Rally2 | 3:10:08.0 | 0:10.3                       | 18                   |
| 3 (9) | Yohan Rossel      | Arnaud Dunand    | Citroën C3 Rally2     | 3:11:23.7 | 1:26.0 1:15.7                | 15                   |

## Wertungsprüfungen
| Datum     | Zeit (MESZ) | Nr.                          | Name                         | Länge                        | Gewinner                                                                       | Co-Pilot                                                                | Auto                                                                                | Zeit                                    | Leader           |
| --------- | ----------- | ---------------------------- | ---------------------------- | ---------------------------- | ------------------------------------------------------------------------------ | ----------------------------------------------------------------------- | ----------------------------------------------------------------------------------- | --------------------------------------- | ---------------- |
| 7. Sept.  | 18:05       | WP 1                         | Olympic Stadium              | 1,48 km                      | Kalle Rovanperä                                                                | Jonne Halttunen                                                         | Toyota GR Yaris Rally1                                                              | 01:32.9                                 | Kalle Rovanperä  |
| 8. Sept.  | 07:23       | WP2                          | Loutraki 1                   | 10,37 km                     | Thierry Neuville                                                               | Martijn Wydaeghe                                                        | Hyundai i20 N Rally1                                                                | 05:34.4                                 | Thierry Neuville |
| 8. Sept.  | 08:38       | WP3                          | Pissia                       | 16,43 km                     | Kalle Rovanperä                                                                | Jonne Halttunen                                                         | Toyota GR Yaris Rally1                                                              | 11:16.8                                 | Thierry Neuville |
| 8. Sept.  | 11:19       | WP4                          | Loutraki 2                   | 10,37 km                     | Sébastien Ogier                                                                | Vincent Landais                                                         | Toyota GR Yaris Rally1                                                              | 05:32.1                                 | Thierry Neuville |
| 8. Sept.  | 14:22       | WP5                          | Livadia                      | 21,03 km                     | Ott Tänak                                                                      | Martin Järveoja                                                         | Ford Puma Rally1                                                                    | 12:51.7                                 | Thierry Neuville |
| 8. Sept.  | 15:45       | WP6                          | Elatia                       | 28,32 km                     | Ott Tänak                                                                      | Martin Järveoja                                                         | Ford Puma Rally1                                                                    | 18:01.4                                 | Thierry Neuville |
| 8. Sept.  | 16:25       | Service Park Lamia (45 Min.) | Service Park Lamia (45 Min.) | Service Park Lamia (45 Min.) | Service Park Lamia (45 Min.)                                                   | Service Park Lamia (45 Min.)                                            | Service Park Lamia (45 Min.)                                                        | Service Park Lamia (45 Min.)            | Thierry Neuville |
| 9. Sept.  | 06:08       | WP7                          | Pavliani 1                   | 24,25 km                     | Kalle Rovanperä                                                                | Jonne Halttunen                                                         | Toyota GR Yaris Rally1                                                              | 19:46.5                                 | Sébastien Ogier  |
| 9. Sept.  | 07:41       | WP8                          | Karoutes 1                   | 28,49 km                     | Thierry Neuville                                                               | Martijn Wydaeghe                                                        | Hyundai i20 N Rally1                                                                | 17:00.5                                 | Thierry Neuville |
| 9. Sept.  | 10:05       | WP9                          | Eleftherochori 1             | 18,02 km                     | Kalle Rovanperä                                                                | Jonne Halttunen                                                         | Toyota GR Yaris Rally1                                                              | 10:47.6                                 | Thierry Neuville |
| 9. Sept.  | 11:30       | Service Park Lamia (30 Min.) | Service Park Lamia (30 Min.) | Service Park Lamia (30 Min.) | Service Park Lamia (30 Min.)                                                   | Service Park Lamia (30 Min.)                                            | Service Park Lamia (30 Min.)                                                        | Service Park Lamia (30 Min.)            | Thierry Neuville |
| 9. Sept.  | 13:08       | WP10                         | Pavliani 2                   | 24,25 km                     | Kalle Rovanperä                                                                | Jonne Halttunen                                                         | Toyota GR Yaris Rally1                                                              | 19:07.5                                 | Sébastien Ogier  |
| 9. Sept.  | 14:41       | WP11                         | Karoutes 2                   | 28,49 km                     | Kalle Rovanperä                                                                | Jonne Halttunen                                                         | Toyota GR Yaris Rally1                                                              | 16:43.5                                 | Sébastien Ogier  |
| 9. Sept.  | 17:05       | WP12                         | Eleftherochori 2             | 18,02 km                     | Kalle Rovanperä                                                                | Jonne Halttunen                                                         | Toyota GR Yaris Rally1                                                              | 10:27.4                                 | Kalle Rovanperä  |
| 9. Sept.  | 18:15       | Service Park Lamia (45 Min.) | Service Park Lamia (45 Min.) | Service Park Lamia (45 Min.) | Service Park Lamia (45 Min.)                                                   | Service Park Lamia (45 Min.)                                            | Service Park Lamia (45 Min.)                                                        | Service Park Lamia (45 Min.)            | Kalle Rovanperä  |
| 10. Sept. | 07:19       | WP13                         | Tarzan                       | 23,37 km                     | Elfyn Evans                                                                    | Scott Martin                                                            | Toyota GR Yaris Rally1                                                              | 16:40.2                                 | Kalle Rovanperä  |
| 10. Sept. | 09:05       | WP14                         | Grammeni 1                   | 9,00 km                      | Dani Sordo                                                                     | Cándido Carrera                                                         | Hyundai i20 N Rally1                                                                | 06:46.4                                 | Kalle Rovanperä  |
| 10. Sept. | 11:17       | Service Park Lamia (15 Min.) | Service Park Lamia (15 Min.) | Service Park Lamia (15 Min.) | Service Park Lamia (15 Min.)                                                   | Service Park Lamia (15 Min.)                                            | Service Park Lamia (15 Min.)                                                        | Service Park Lamia (15 Min.)            | Kalle Rovanperä  |
| 10. Sept. | 12:15       | WP15                         | Grammeni 2 (Power Stage)     | 9,00 km                      | 1. Kalle Rovanperä 2. Elfyn Evans 3. Ott Tänak 4. Dani Sordo 5. Esapekka Lappi | Jonne Halttunen Scott Martin Martin Järveoja Cándido Carrera Janne Ferm | Toyota GR Yaris Rally1 Ford Puma Rally1 Hyundai i20 N Rally1 Toyota GR Yaris Rally1 | 06:28.1 06:30.6 06:30.7 06:32.1 06:32.4 | Kalle Rovanperä  |